# Coppa Italia di Serie A2 2021-2022 (calcio a 5)
La Coppa Italia di Serie A2 2021-2022 è stata la 23ª edizione della manifestazione riservata alle formazioni di Serie A2 di calcio a 5. La competizione consisteva in due turni di qualificazione e in una Final Four che ha avuto luogo il 2 e il 3 aprile 2022 presso il PalaErcole di Policoro.

## Formula
Partecipavano alla fase di qualificazione le squadre giunte tra il primo e il quarto posto nel proprio girone di Serie A2 al termine del girone d'andata.
La fase di qualificazione si svolgeva intra-girone e determinava le quattro qualificate alla Final Four.

## Date e programma
| Turno                      | Sorteggio     | Date                 |
| -------------------------- | ------------- | -------------------- |
| I turno di qualificazione  |               | 9 – 23 febbraio 2022 |
| II turno di qualificazione |               | 8 – 9 marzo 2022     |
| Final Four                 | 21 marzo 2022 | 2 – 3 aprile 2022    |

## Squadre qualificate
Alla corrente edizione hanno partecipato le quattro squadre meglio classificate in ognuno dei quattro gironi al termine del girone di andata.
| Girone A | Girone A       | Girone B | Girone B        | Girone C | Girone C          | Girone D | Girone D         |
| 1        | Mantova        | 1        | Città di Mestre | 1        | Active Network    | 1        | Melilli          |
| 2        | 360GG Cagliari | 2        | Pistoia         | 2        | Fortitudo Pomezia | 2        | Città di Cosenza |
| 3        | Hellas Verona  | 3        | Modena-Cavezzo  | 3        | CUS Molise        | 3        | Giovinazzo       |
| 4        | Elledì Fossano | 4        | CDM Genova      | 4        | Ecocity Genzano   | 4        | Regalbuto        |

## Fase di qualificazione

### Regolamento
Nel I turno di qualificazione le prime incontravano in casa le quarte dei propri gironi, così come le seconde giocavano in casa contro le terze. Il II turno di qualificazione si è svolto comunque intra-girone e in casa della squadra meglio classificata al termine del girone d'andata.
Al termine delle partite risultava qualificata la squadra che avrebbe segnato più reti; qualora si fosse presentata una situazione di parità al termine dei tempi regolamentari si sarebbe proceduto all'effettuazione di due tempi supplementari di 5'; qualora fosse continuata la situazione di parità si sarebbe qualificata la squadra meglio classificata al termine del girone d'andata.

### I turno di qualificazione
Il I turno di qualificazione era in programma dal 9 febbraio 2022 per quanto riguarda Active Network-Ecocity Genzano al 22-23 febbraio 2022 per tutte le altre gare.
| Squadra 1         | Risultato   | Squadra 2       |
| ----------------- | ----------- | --------------- |
| Mantova           | 4 - 2       | Elledì Fossano  |
| 360GG Cagliari    | 2 - 5 (dts) | Hellas Verona   |
| Città di Mestre   | 5 - 5 (dts) | CDM Genova      |
| Pistoia           | 5 - 1       | Modena-Cavezzo  |
| Active Network    | 3 - 5       | Ecocity Genzano |
| Fortitudo Pomezia | 4 - 3       | CUS Molise      |
| Melilli           | 4 - 7       | Regalbuto       |
| Città di Cosenza  | 2 - 5       | Giovinazzo      |

### II turno di qualificazione
Il II turno di qualificazione era in programma tra l'8 e il 9 marzo 2022.
| Squadra 1         | Risultato   | Squadra 2       |
| ----------------- | ----------- | --------------- |
| Mantova           | 2 - 3       | Hellas Verona   |
| Città di Mestre   | 5 - 7 (dts) | Pistoia         |
| Fortitudo Pomezia | 2 - 0       | Ecocity Genzano |
| Giovinazzo        | 3 - 2 (dts) | Regalbuto       |

## Final Four
La Final Four si è svolta il 2 e il 3 aprile 2022 presso il PalaErcole di Policoro.
| Girone A | Girone A      | Girone B | Girone B | Girone C | Girone C          | Girone D | Girone D   |
| 3        | Hellas Verona | 2        | Pistoia  | 2        | Fortitudo Pomezia | 3        | Giovinazzo |

### Tabellone
|  | Semifinali | Semifinali        | Semifinali |                   |    | Finale        | Finale | Finale |  |
|  |            |                   |            |                   |    |               |        |        |  |
|  | B2         | Pistoia           | 5          |                   |    |               |        |        |  |
|  | B2         | Pistoia           | 5          |                   |    |               |        |        |  |
|  | A3         | Hellas Verona     | 6          |                   |    |               |        |        |  |
|  | A3         | Hellas Verona     | 6          |                   | A3 | Hellas Verona | 3      |        |  |
|  |            |                   |            |                   | A3 | Hellas Verona | 3      |        |  |
|  |            |                   |            | Fortitudo Pomezia | 4  |               |        |        |  |
|  | D3         | Giovinazzo        | 2          | Fortitudo Pomezia | 4  |               |        |        |  |
|  | D3         | Giovinazzo        | 2          |                   |    |               |        |        |  |
|  | C2         | Fortitudo Pomezia | 7          |                   |    |               |        |        |  |

### Semifinali
| Arbitri: | Angelo Bottini (Roma 1) Antonio Dimundo (Molfetta) |
| Crono:   | Antonio Dan Campanella (Venosa)                    |

|                                                                |           |                                                                    |
| Bebetinho 17'20'’, 30'38'’ Keko 27'06'’, 37'58'’ Genis 37'04'’ | Marcatori | 5'55'’, 32'08'’ Alemao 6'19'’ Alba 9'49'’, 15'43'’, 26'32'’ Leleco |

| Arbitri: | Tullio Graziano (Palermo) Giacomo Voltarel (Treviso) |
| Crono:   | Luca Serfilippi (Pesaro)                             |

|                                  |           |                                                                                                 |
| Saponara 12'03'’ Fermino 19'24'’ | Marcatori | 11'20'’, 22'31'’, 30'22'’ Fornari 14'52'’ Yeray 24'00'’ Vidal 31'01'’ Ramon 38'41'’ G. Mentasti |

### Finale
| Arbitri: | Emilio Romano (Nola) Francesco Saverio Mancuso (Lamezia Terme) |
| Crono:   | Andrea Antonio Basile (Torino)                                 |

| |            | |
| Alemao 35'21'’, 38'15'’ Alba 39'30'’ | Marcatori  | 9'37'’, 19'47'’, 23'36'’ Fornari 33'11'’ Yeray |
| · Alessandro Fior 1 · Jorge Alba 7 · 37'29'’ Juninho 2 · William Rocha 11 · Ique Ribeiro 9 · Filippo Barbensi 3 · Alemao 4 · Leleco 5 · 5'02'’ Hamza Ouddach 10 · Andrea Ganzetti 12 · Mirko Bazzanella 14 · 5'15'’ Enrico Donin 22 | Formazioni | · 22 Francesco Molitierno · 4 Yeray Hernandez · 14 Alfredo Vidal · 84 Ramon Bueno Ardite 19'12'’ · 9 Jader Fornari · 18 Alessandro Bonci · 6 Dariush Djelveh · 15 Samuel Silveri · 16 Fred · 17 Tiago Lemos · 20 Luiz Filipe Follador · 28 Giuseppe Mentasti 8'23'’ |
| Giuseppe Milella | Allenatori | Alessandro Nuccorini |

## Classifica marcatori

### Totale
| Gol |  |  | Giocatore                 | Squadra           |
| --- |  |  | ------------------------- | ----------------- |
| 9   |  |  | Jader Fornari             | Fortitudo Pomezia |
| 6   |  |  | Riccardo Berti Lorenzi    | Pistoia           |
| 5   |  |  | Jeferson Titon            | Mantova           |
| 4   |  |  | Jorge Alba                | Hellas Verona     |
| 4   |  |  | Alemao                    | Hellas Verona     |
| 4   |  |  | Bebetinho                 | Pistoia           |
| 4   |  |  | Daniel Fernandez Delgado  | Melilli           |
| 4   |  |  | Keko                      | Pistoia           |
| 4   |  |  | Leleco                    | Hellas Verona     |
| 3   |  |  | Guilherme Camisso Fermino | Giovinazzo        |
| 3   |  |  | Matej Fideršek            | Sampdoria         |
| 3   |  |  | Yeray Hernandez           | Fortitudo Pomezia |
| 3   |  |  | Juanillo                  | Città di Mestre   |
| 2   |  |  | Lukaian Baptista          | Ecocity Genzano   |
| 2   |  |  | Matheus Bellaver          | Giovinazzo        |
| 2   |  |  | Erick Bellomo             | Città di Mestre   |
| 2   |  |  | Gabriele Capuano          | Melilli           |
| 2   |  |  | Tiago Lemos               | Fortitudo Pomezia |
| 2   |  |  | Luca Mazzon               | Città di Mestre   |
| 2   |  |  | Martin Persec             | Active Network    |
| 2   |  |  | Lolo Suazo                | Ecocity Genzano   |
| 2   |  |  | Márcio Zanchetta          | Melilli           |

### Final Four
| Gol |  |  | Giocatore                 | Squadra           |
| --- |  |  | ------------------------- | ----------------- |
| 6   |  |  | Jader Fornari             | Fortitudo Pomezia |
| 4   |  |  | Alemao                    | Hellas Verona     |
| 3   |  |  | Leleco                    | Hellas Verona     |
| 2   |  |  | Jorge Alba                | Hellas Verona     |
| 2   |  |  | Bebetinho                 | Pistoia           |
| 2   |  |  | Keko                      | Pistoia           |
| 2   |  |  | Yeray Hernandez           | Fortitudo Pomezia |
| 1   |  |  | Genis Tena                | Pistoia           |
| 1   |  |  | Alessio Saponara          | Giovinazzo        |
| 1   |  |  | Guilherme Camisso Fermino | Giovinazzo        |
| 1   |  |  | Alfredo Vidal             | Fortitudo Pomezia |
| 1   |  |  | Ramon Bueno Ardite        | Fortitudo Pomezia |
| 1   |  |  | Giuseppe Mentasti         | Fortitudo Pomezia |